# Mouctar Diakhaby
Mouctar Diakhaby (Vendôme, 19 dicembre 1996) è un calciatore francese naturalizzato guineano, difensore del Valencia e della nazionale guineana.

## Caratteristiche tecniche
Nelle giovanili del Nantes ha giocato come centrocampista destro e attaccante, senza riuscire a esprimersi al meglio. Successivamente arretrato a difensore centrale.

## Carriera

### Club

#### Lione
Approda a 16 anni nel settore giovanile del Lione. Nel 2015 firma il primo contratto da professionista assieme al compagno di squadra Aldo Kalulu. Gioca titolare con la selezione giovanile del club in Youth League, vincendo il girone davanti ai pari età di Valencia, Zenit e Gent. Non viene convocato per l'ottavo di finale perso contro l'Ajax. Rinnova il contratto con il Lione fino al 2019.
Il 10 settembre 2016 fa il suo esordio in prima squadra, schierato titolare dall'allenatore Génésio al posto di N'Koulou nella partita di campionato contro il Bordeaux. Scende di nuovo in campo il 18 ottobre, al suo debutto in Champions League, nell'incontro che vede il Lione opposto alla Juventus. Da questo momento diventa titolare fisso e il 30 novembre realizza il suo primo gol in carriera nella goleada contro il Nantes, procurandosi anche un rigore trasformato da Lacazette. Segna di nuovo nei trentaduesimi di Coupe de France contro il Montpellier. Diakhaby mette a segno ben tre reti in Europa League, la prima agli olandesi dell'AZ Alkmaar e le altre due nel doppio ottavo di finale contro la Roma, contribuendo al raggiungimento dei quarti di finale.

#### Valencia
Il 28 giugno 2018 diventa ufficialmente un giocatore del Valencia, al prezzo di 15 milioni €; gli iberici fissano inoltre una clausola rescissoria pari a 100 milioni €. Il 20 agosto seguente arriva l'esordio, contro l'Atletico Madrid.
Il 2 marzo 2024, negli ultimi minuti del match tra Valencia e Real Madrid, subisce un brutto infortunio al ginocchio causato dal centrocampista del blancos Tchouameni che, cadendo, atterra sul ginocchio di Diakhaby; l'esito degli esami riporta una lussazione del ginocchio, i cui tempi di recupero sono stimati di un anno circa.
Il 26 gennaio 2025 torna in campo dopo quasi un anno, nella sconfitta per 7-1 contro il Barcellona. Dopo due settimane realizza il suo primo gol della stagione nella partita vinta 2-0 contro il Leganes.
Il 5 aprile 2025 apre le marcature del successo esterno al 15’ contro il Real Madrid, la medesima squadra contro la quale si era infortunato più di un anno prima. Nella stessa partita, sei minuti dopo aver segnato, realizza anche un autogol, che tuttavia gli viene annullato. L’incontro terminerà poi 1-2 a favore del Valencia, che non vinceva da più di quindici anni al Bernabéu.

### Nazionale
Debutta con la Francia Under-19 il 13 novembre 2014 nella partita amichevole giocata contro i pari età della Grecia e terminata 0-0. Convocato per gli Europei 2015 in Grecia, realizza un gol nella vittoria 2-0 dei transalpini proprio contro i padroni di casa. La Francia viene poi eliminata in semifinale dai futuri campioni della Spagna. Nel 2016 prende parte con la selezione Under-20 al Torneo di Tolone, dove la Francia arriva seconda alle spalle dell'Inghilterra.

## Statistiche

### Presenze e reti nei club
Statistiche aggiornate al 6 novembre 2023.
| Stagione        | Squadra         | Campionato      | Campionato | Campionato | Coppe nazionali | Coppe nazionali | Coppe nazionali | Coppe continentali | Coppe continentali | Coppe continentali | Altre coppe | Altre coppe | Altre coppe | Totale | Totale |
| Stagione        | Squadra         | Comp            | Pres       | Reti       | Comp            | Pres            | Reti            | Comp               | Pres               | Reti               | Comp        | Pres        | Reti        | Pres   | Reti   |
| --------------- | --------------- | --------------- | ---------- | ---------- | --------------- | --------------- | --------------- | ------------------ | ------------------ | ------------------ | ----------- | ----------- | ----------- | ------ | ------ |
| 2016-2017       | O. Lione        | L1              | 22         | 1          | CF+CdL          | 1+0             | 1+0             | UCL+UEL            | 3+8                | 0+3                | -           | -           | -           | 34     | 5      |
| 2017-2018       | O. Lione        | L1              | 12         | 1          | CF+CdL          | 3+1             | 0               | UEL                | 5                  | 1                  | -           | -           | -           | 21     | 2      |
| Totale O. Lione | Totale O. Lione | Totale O. Lione | 34         | 2          |                 | 5               | 1               |                    | 16                 | 4                  |             | -           | -           | 55     | 7      |
| 2018-2019       | Valencia        | PD              | 22         | 2          | CR              | 7               | 0               | UCL+UEL            | 3+6                | 0+1                | -           | -           | -           | 38     | 3      |
| 2019-2020       | Valencia        | PD              | 21         | 0          | CR              | 3               | 0               | UCL                | 5                  | 0                  | SS          | 0           | 0           | 29     | 0      |
| 2020-2021       | Valencia        | PD              | 26         | 1          | CR              | 1               | 0               | -                  | -                  | -                  | -           | -           | -           | 27     | 1      |
| 2021-2022       | Valencia        | PD              | 29         | 0          | CR              | 8               | 0               | -                  | -                  | -                  | -           | -           | -           | 37     | 0      |
| 2022-2023       | Valencia        | PD              | 29         | 3          | CR              | 1               | 0               | -                  | -                  | -                  | -           | -           | -           | 30     | 3      |
| 2023-2024       | Valencia        | PD              | 8          | 1          | CR              | 0               | 0               | -                  | -                  | -                  | -           | -           | -           | 8      | 1      |
| Totale Valencia | Totale Valencia | Totale Valencia | 135        | 7          |                 | 20              | 0               |                    | 14                 | 1                  |             | 0           | 0           | 169    | 8      |
| Totale carriera | Totale carriera | Totale carriera | 169        | 9          |                 | 25              | 1               |                    | 30                 | 5                  |             | 0           | 0           | 224    | 15     |

### Cronologia presenze e reti in nazionale
| Cronologia completa delle presenze e delle reti in nazionale ― Guinea | Cronologia completa delle presenze e delle reti in nazionale ― Guinea | Cronologia completa delle presenze e delle reti in nazionale ― Guinea | Cronologia completa delle presenze e delle reti in nazionale ― Guinea | Cronologia completa delle presenze e delle reti in nazionale ― Guinea | Cronologia completa delle presenze e delle reti in nazionale ― Guinea | Cronologia completa delle presenze e delle reti in nazionale ― Guinea | Cronologia completa delle presenze e delle reti in nazionale ― Guinea |
| Data                                                                  | Città                                                                 | In casa                                                               | Risultato                                                             | Ospiti                                                                | Competizione                                                          | Reti                                                                  | Note                                                                  |
| --------------------------------------------------------------------- | --------------------------------------------------------------------- | --------------------------------------------------------------------- | --------------------------------------------------------------------- | --------------------------------------------------------------------- | --------------------------------------------------------------------- | --------------------------------------------------------------------- | --------------------------------------------------------------------- |
| 5-6-2022                                                              | Il Cairo                                                              | Egitto                                                                | 1 – 0                                                                 | Guinea                                                                | Qual. Coppa d'Africa 2023                                             | -                                                                     |                                                                       |
| 9-6-2022                                                              | Conakry                                                               | Guinea                                                                | 1 – 0                                                                 | Malawi                                                                | Qual. Coppa d'Africa 2023                                             | -                                                                     |                                                                       |
| 23-9-2022                                                             | Orano                                                                 | Algeria                                                               | 1 – 0                                                                 | Guinea                                                                | Amichevole                                                            | -                                                                     |                                                                       |
| 27-9-2022                                                             | Amiens                                                                | Costa d'Avorio                                                        | 3 – 1                                                                 | Guinea                                                                | Amichevole                                                            | 1                                                                     | 82’                                                                   |
| 24-3-2023                                                             | Casablanca                                                            | Guinea                                                                | 2 – 0                                                                 | Etiopia                                                               | Qual. Coppa d'Africa 2023                                             | -                                                                     |                                                                       |
| 27-3-2023                                                             | Rabat                                                                 | Etiopia                                                               | 2 – 3                                                                 | Guinea                                                                | Qual. Coppa d'Africa 2023                                             | -                                                                     |                                                                       |
| 14-6-2023                                                             | Marrakech                                                             | Guinea                                                                | 1 – 2                                                                 | Egitto                                                                | Qual. Coppa d'Africa 2023                                             | -                                                                     | 59’                                                                   |
| 17-6-2023                                                             | Cornellà de Llobregat                                                 | Brasile                                                               | 4 – 1                                                                 | Guinea                                                                | Amichevole                                                            | -                                                                     |                                                                       |
| 9-9-2023                                                              | Lilongwe                                                              | Malawi                                                                | 2 – 2                                                                 | Guinea                                                                | Qual. Coppa d'Africa 2023                                             | -                                                                     |                                                                       |
| 8-1-2024                                                              | Abu Dhabi                                                             | Guinea                                                                | 2 – 0                                                                 | Nigeria                                                               | Amichevole                                                            | -                                                                     |                                                                       |
| 15-1-2024                                                             | Yamoussoukro                                                          | Camerun                                                               | 1 – 1                                                                 | Guinea                                                                | Coppa d'Africa 2023 - 1º turno                                        | -                                                                     | 63’                                                                   |
| 19-1-2024                                                             | Yamoussoukro                                                          | Guinea                                                                | 1 – 0                                                                 | Gambia                                                                | Coppa d'Africa 2023 - 1º turno                                        | -                                                                     |                                                                       |
| 28-1-2024                                                             | Abidjan                                                               | Guinea Equatoriale                                                    | 0 – 1                                                                 | Guinea                                                                | Coppa d'Africa 2023 - Ottavi di finale                                | -                                                                     |                                                                       |
| 2-2-2024                                                              | Abidjan                                                               | RD del Congo                                                          | 3 – 1                                                                 | Guinea                                                                | Coppa d'Africa 2023 - Quarti di finale                                | -                                                                     |                                                                       |
| 21-3-2025                                                             | Abidjan                                                               | Guinea                                                                | 0 – 0                                                                 | Somalia                                                               | Qual. Mondiali 2026                                                   | -                                                                     |                                                                       |
| 25-3-2025                                                             | Kampala                                                               | Uganda                                                                | 1 – 0                                                                 | Guinea                                                                | Qual. Mondiali 2026                                                   | -                                                                     |                                                                       |
| Totale                                                                |                                                                       | Presenze                                                              | 16                                                                    |                                                                       | Reti                                                                  | 1                                                                     |                                                                       |

## Palmarès

### Club

#### Competizioni nazionali
- Coppa di Spagna: 1

Valencia: 2018-2019